# Bill Withers

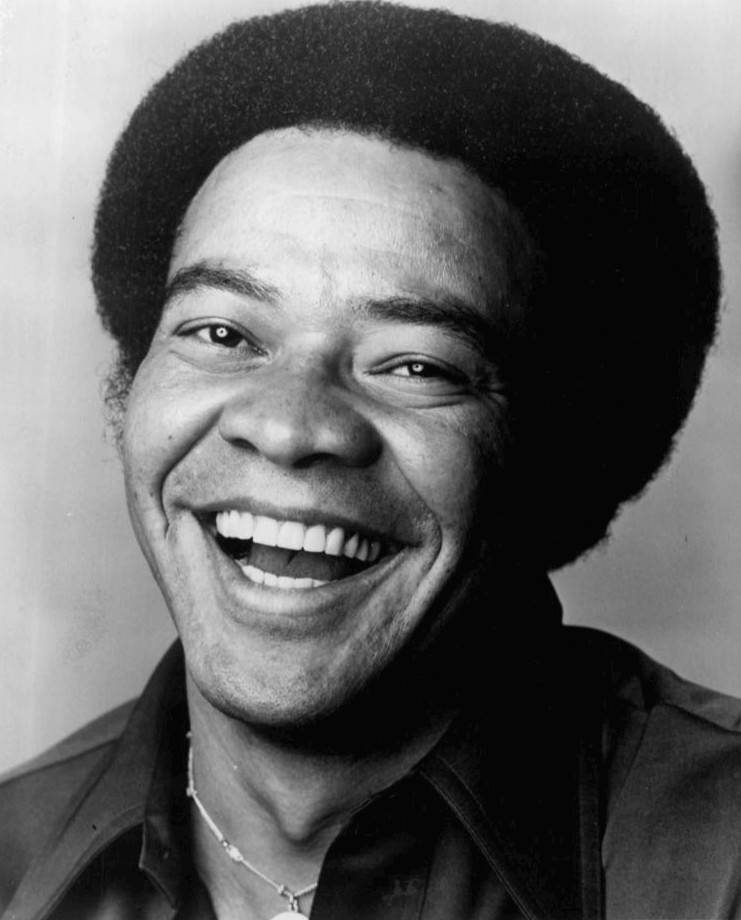
Bill Withers, 1976

William „Bill“ Harrison Withers, Jr. (* 4. Juli 1938 in Slab Fork, West Virginia; † 30. März 2020 in Los Angeles, Kalifornien) war ein US-amerikanischer Sänger und Songschreiber. Den internationalen Durchbruch schaffte Withers im Jahr 1971 mit dem Song Ain’t No Sunshine, den er auch komponiert hatte.

## Biografie
Withers wurde am 4. Juli 1938 im Bergarbeiterdorf Slab Fork geboren. Seine Eltern ließen sich scheiden, als er drei Jahre alt war. Er lebte daraufhin zeitweise bei seiner Mutter Mattie Rose in Beckley. Sein Vater, William Harrison Withers Sr., war in einer baptistischen Gemeinde aktiv und Kassenwart bei der Bergarbeitergewerkschaft United Mine Workers of America; er starb, als Withers 13 Jahre alt war. Mit 17 trat Withers Jr. der US-Navy bei, wo er neun Jahre lang unter anderem im Nahen Osten diente. In dieser Zeit begann er, Songs zu schreiben. 1967 zog er nach Los Angeles, um eine professionelle Karriere als Musiker zu verfolgen. Zunächst nahm er Demoaufnahmen auf – eines dieser Bänder führte zu einem Vertrag bei dem in Hollywood ansässigen Plattenlabel Sussex Records. Sein Debütalbum Just as I Am wurde von Booker T. Jones produziert und erschien im Januar 1971. Es erreichte Platz 35 der Billboard 200. Ungleich größer war der Erfolg der ersten Single Ain’t No Sunshine. Sie platzierte sich auf dem dritten Rang der Billboard Hot 100 und bescherte Withers im Jahr darauf einen Grammy.
Sein während einer Tourpause selbstproduziertes zweites Album Still Bill (1972) erreichte Platz 1 in den USA. Es enthielt die Hits Lean on Me (Platz 1 in den USA) und Use Me (Platz 2). Im Oktober 1972 nahm er ein Livealbum in der Carnegie Hall auf. Im Dezember starb seine Mutter. Anfang 1973 heiratete Withers, ließ sich im darauf folgenden Jahr aber wieder scheiden. Bis Ende der 1970er Jahre veröffentlichte er weiterhin regelmäßig Alben, ab 1975 bei Columbia Records. Einen weiteren Erfolg verbuchte er 1977 mit Lovely Day. Seit Anfang der 1980er Jahre arbeitete er zunehmend mit anderen Künstlern zusammen, wie den Crusaders. Sein 1981 mit Grover Washington, Jr. eingespielter Song Just the Two of Us erreichte Platz 2 der Billboard Charts und bescherte Withers 1982 seinen zweiten Grammy. Sein letztes Album Watching You, Watching Me erschien 1985, woraufhin er sich immer mehr aus der Öffentlichkeit zurückzog. 2004 wirkte er am Album License to Chill von Jimmy Buffett mit.
Withers war seit 1976 in zweiter Ehe verheiratet. Er hatte zwei Kinder. Auf dem South-by-Southwest-Festival feierte am 18. März 2009 ein Dokumentarfilm namens Still Bill über Withers’ derzeitiges Leben seine Weltpremiere. Der Film war bereits seit elf Jahren in Planung und Produktion. Neben Withers selbst kamen unter anderem Cornel West und Sting zu Wort.
Withers starb im Frühjahr 2020 im Alter von 81 Jahren in Los Angeles an einer Herzerkrankung. Er ist auf dem Forest Lawn Memorial Park in den Hollywood Hills bestattet.

## Coverversionen und Samples
Withers’ Songs wurden unzählige Male gecovert, sowohl bereits kurz nach Veröffentlichung als auch heute noch in unterschiedlichen Genres. Ain’t No Sunshine wurde in über 350 Versionen aufgenommen, unter anderem von Michael Jackson, Sting, Isaac Hayes, Tom Jones und der Lighthouse Family für den Film Notting Hill. Als Sample wurde es etwa von Tupac Shakur und Big Daddy Kane benutzt. 18 der Covers erschienen 2006 zusammen auf einer CD. Deutschsprachige Versionen veröffentlichten Gim 2002 mit Mein Tag, mein Licht, Stefan Gwildis 2003 mit Allem Anschein nach bist Du’s und Yvonne Catterfeld 2006, ebenfalls mit Mein Tag, mein Licht.
Ebenfalls sehr oft wurde Lovely Day neu interpretiert, etwa von Luther Vandross mit Busta Rhymes und Diana Ross. Samples wurden in Songs von DJ Jazzy Jeff & the Fresh Prince und Twista (featuring Anthony Hamilton) verwendet. Mit der Coverversion von Lean on Me von Club Nouveau errang er 1988 seinen dritten Grammy als Songschreiber. Use Me wurde unter anderem von Mick Jagger & Lenny Kravitz, sowie Fiona Apple gecovert und von UGK gesamplet. Gladys Knight & the Pips, für die Withers zeitweilig Songs schrieb, Creative Source, deren elfminütige Funk-Version von LL Cool J gesamplet wurde, und Me’shell Ndegeocello coverten Who Is He (And What Is He to You). Dieses Lied war als Wea is ea (und wos is ea zu dia) auch im Repertoire von Kurt Ostbahn. Grandma’s Hands wurde von Barbra Streisand gecovert und von BLACKstreet für ihren Hit No Diggity benutzt. Just the Two of Us wurde von Will Smith, Tupac und Eminem interpretiert. Die deutsche Jazz-Rap-Formation Jazzkantine coverte Use Me und Ain’t No Sunshine. Al Jarreau veröffentlichte 1998 ein ausschließlich aus Withers-Titeln bestehendes Album. José James, US-amerikanischer Jazz- und R&B-Sänger, spielte 2018 eine Bill Withers Tribute Tour anlässlich des 80. Geburtstags von Bill Withers; er veröffentlichte einige Coverversionen von Withers-Titeln.

## Diskografie
Studioalben

| Jahr | Titel                     | Höchstplatzierung, Gesamtwochen, AuszeichnungChartplatzierungen (Jahr, Titel, Platzierungen, Wochen, Auszeichnungen, Anmerkungen) | Höchstplatzierung, Gesamtwochen, AuszeichnungChartplatzierungen (Jahr, Titel, Platzierungen, Wochen, Auszeichnungen, Anmerkungen) | Höchstplatzierung, Gesamtwochen, AuszeichnungChartplatzierungen (Jahr, Titel, Platzierungen, Wochen, Auszeichnungen, Anmerkungen) | Höchstplatzierung, Gesamtwochen, AuszeichnungChartplatzierungen (Jahr, Titel, Platzierungen, Wochen, Auszeichnungen, Anmerkungen) | Höchstplatzierung, Gesamtwochen, AuszeichnungChartplatzierungen (Jahr, Titel, Platzierungen, Wochen, Auszeichnungen, Anmerkungen) | Höchstplatzierung, Gesamtwochen, AuszeichnungChartplatzierungen (Jahr, Titel, Platzierungen, Wochen, Auszeichnungen, Anmerkungen) | Anmerkungen |
| Jahr | Titel                     | DE | AT | CH | UK | US | R&B | Anmerkungen |
| ---- | ------------------------- | --- | --- | --- | --- | --- | --- | --- |
| 1971 | Just as I Am              | — | — | CH91 (1 Wo.)CH | — | US39 (33 Wo.)US | R&B5 (38 Wo.)R&B | Erstveröffentlichung: Mai 1971 Charteinstieg in CH erst 2020 Produzent: Booker T. Jones                                               |
| 1972 | Still Bill                | — | — | — | — | US4 Gold · (43 Wo.)US | R&B1 (38 Wo.)R&B | Erstveröffentlichung: Mai 1972 Produzenten: Benorce Blackman, Bill Withers, James Gadson, Melvin Dunlap, Ray Jackson                  |
| 1974 | +’Justments               | — | — | — | — | US67 (21 Wo.)US | R&B7 (34 Wo.)R&B | Erstveröffentlichung: März 1974 Produzenten: Bill Withers, James Gadson, Melvin Dunlap                                                |
| 1975 | Making Music              | — | — | — | — | US81 (15 Wo.)US | R&B7 (19 Wo.)R&B | Erstveröffentlichung: Oktober 1975 Produzenten: Bill Withers, Larry Nash                                                              |
| 1976 | Naked & Warm              | — | — | — | — | US169 (4 Wo.)US | R&B41 (4 Wo.)R&B | Erstveröffentlichung: Oktober 1976 Produzent: Bill Withers                                                                            |
| 1977 | Menagerie                 | — | — | — | UK27 (4 Wo.)UK | US39 Gold · (26 Wo.)US | R&B18 (23 Wo.)R&B | Erstveröffentlichung: Oktober 1977 Produzenten: Bill Withers, Clarence McDonald, Keni Burke, Clifford Coulter                         |
| 1979 | ’Bout Love                | — | — | — | — | US134 (9 Wo.)US | R&B50 (5 Wo.)R&B | Erstveröffentlichung: Februar 1979 Produzent: Paul Hurriah                                                                            |
| 1985 | Watching You, Watching Me | — | — | — | UK60 (1 Wo.)UK | US143 (8 Wo.)US | R&B42 (25 Wo.)R&B | Erstveröffentlichung: Mai 1985 Produzenten: Bill Withers, Denny Diante, Don Freeman, Larry Carlton, Michel Colombier, Ralph MacDonald |

grau schraffiert: keine Chartdaten aus diesem Jahr verfügbar

## Auszeichnungen
- 1972 – Grammy für Ain’t No Sunshine
- 1982 – Grammy für Just the Two of Us
- 1988 – Grammy als Songschreiber für Lean on Me
- 2005 – Aufnahme in die Songwriters Hall of Fame
- 2006 – Rhythm & Soul Heritage Award der ASCAP
- 2007 – Aufnahme in die West Virginia Hall of Fame
- 2015 – Aufnahme in die Rock and Roll Hall of Fame
- 2017 – Honorary degree der West Virginia University

### Nachruf
- Arno Frank: Zum Tod von Bill Withers: 19 Sekunden für die Ewigkeit. In: Der Spiegel online. 3. April 2020.
- Jon Pareles: How Bill Withers Defined Soulful Selflessness. In: The New York Times. 4. April 2020.

### Musikbeispiele
- Bill Withers: Ain't No Sunshine (Old Grey Whistle Test, 1972) auf YouTube
- Bill Withers: Use Me (Old Grey Whistle Test, 1972) auf YouTube
- Bill Withers: Lonely Town, Lonely Street (BBC In Concert, May 11, 1974) auf YouTube
- Bill Withers: Grandma's Hands (BBC In Concert, May 11, 1974) auf YouTube